# ウォリントン・ウルブズ
ウォリントン・ウルブズ（Warrington Wolves）は、イングランド、ウォリントンにあるプロラグビーリーグクラブである。スーパーリーグに参加している。2004年からはハリウェル・ジョーンズ・スタジアム、それ以前はワイルダースプール・スタジアムがホームスタジアムであった。
1876年にウォリントン・ジンガリ・フットボール・クラブ（Warrington Zingari Football Club）として創設された。1895年に北部ラグビーフットボール連合を結成した22クラブの1つであり、それ以来全てのシーズンを最上位ディビジョンでプレーしてきた唯一のクラブである。愛称の「The Wire」は街の伸線産業に関連している。
ウォリントンのローカルライバルはウィドネス、セント・ヘレンズ、ウィガンである。ウォリアーズはこれまでリーグ優勝3回、チャレンジカップ優勝7回（ウィガン、セント・ヘレンズ、リーズについて歴代4位）を果たしている。1953-54シーズンにはチャンピオンシップとチャレンジカップの「ダブル」を達成した。
スーパーリーグの開始以来、セント・ヘレンズとの試合は、セント・ヘレンズがウォリントンに災厄をもたらしてきたため、激戦となってきた。1992年から2010年まで、ウォリントンはセント・ヘレンズにわずか1勝しかできなかった。しかしながら、2011年と2012年には、ダービーで3勝3敗であった。これには2012年プレーオフ準決勝での勝利も含まれる。
地理的な理由のため、サルフォード・レッドデビルズとリー・センチュリオンズもライバルである。

## タイトル

### 主要タイトル
| 大会                         | 優勝回数 | 優勝年                                                              |
| ---------------------------- | -------- | ------------------------------------------------------------------- |
| ディビジョン1/スーパーリーグ | 3        | 1947–48, 1953–54, 1954–55                                           |
| チャレンジカップ             | 9        | 1904–05, 1906–07, 1949–50, 1953–54, 1973–74, 2009, 2010, 2012, 2019 |

### その他のタイトル
| 大会                                                  | 優勝回数 | 優勝年                                                                          |
| ----------------------------------------------------- | -------- | ------------------------------------------------------------------------------- |
| リーグ・リーダーズ・シールド                          | 2        | 2011, 2016                                                                      |
| プレミアシップ                                        | 2        | 1973–74, 1985–86                                                                |
| リーグカップ                                          | 4        | 1973–74, 1977–78, 1980–81, 1990-91                                              |
| ITV Floodlitトロフィ                                  | 1        | 1955–56                                                                         |
| RFLランカシャーリーグ                                 | 8        | 1937–38, 1947–48, 1948–49, 1950–51, 1953–54, 1954–55, 1955–56, 1967-68          |
| RFLランカシャーカップ                                 | 9        | 1921–22, 1929–30, 1932–33, 1937–38, 1959–60, 1965–66, 1980–81, 1982–83, 1989–90 |
| ウェストランカシャー&ボーダータウンズチャレンジカップ | 1        | 1885-86                                                                         |